# 7-ме тисячоліття

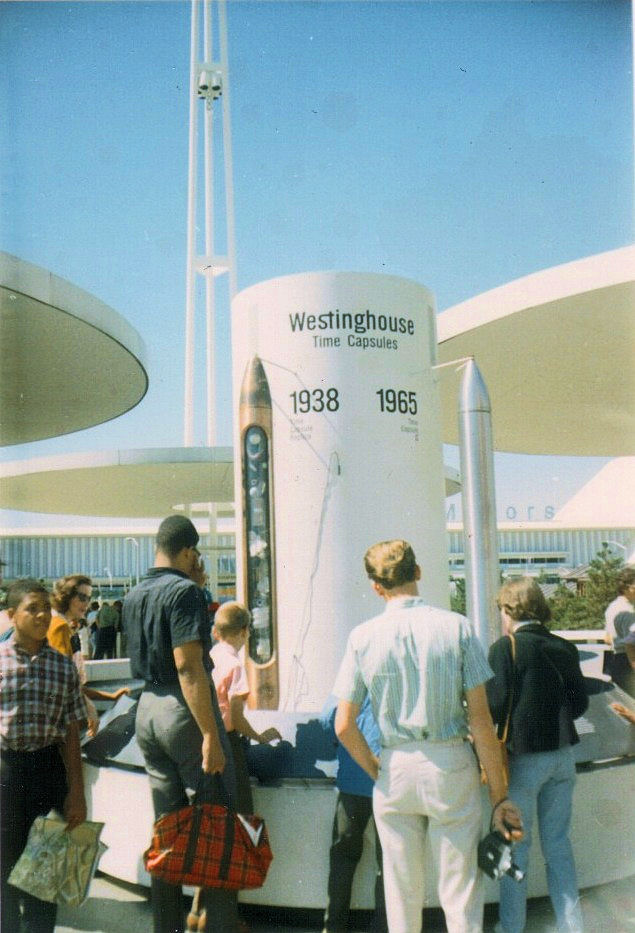
Капсула часу «Westinghouse»

Сьоме тисячоліття — проміжок часу від 1 січня 6001 року нашої ери до 31 грудня 7000 року нашої ери.

## Цікаві факти
- У 6939 році, опісля п'яти тисяч років, планується відкрити дві капсули часу «Westinghouse», що були запечатані в 1939 і в 1964 роках.